# Peter Gallagher
Pour les articles homonymes, voir Gallagher.
Peter Gallagher est un acteur américain né le 19 août 1955 à Armonk, dans l'État de New York.
Il est connu pour avoir tenu le rôle de Sandy Cohen dans la série télévisée Newport Beach et Arthur Campbell dans la série télévisée Covert Affairs.

## Biographie

### Parcours
Peter Killian Gallagher a fréquenté l'université Tufts. Il a chanté dans un groupe appelé The Beelzebubs, qui est un « chœur mini rock » (groupe a cappella) à Tufts (1973-1977). Il a épousé Paula Harwood en 1983, dont il a deux enfants : Kathryn (actrice, apparue notamment dans You dans le rôle d'Annika) et James.
En 2010, il obtient un rôle principal dans la série américaine, Covert Affairs créée par Matt Corman aux côtés de Piper Perabo, Christopher Gorham et Kari Matchett. Il joue Arthur Campbell, directeur du National Clandestine Service. Elle est diffusée entre le 13 juillet 2010 et le 18 décembre 2014 sur USA Network. Le 6 janvier 2015, la série est annulée, faute d'audiences satisfaisantes.

## Filmographie

### Cinéma
- 1980 : Le Temps du rock'n'roll (The Idolmaker), de Taylor Hackford : Caesare
- 1982 : Summer Lovers de Randal Kleiser
- 1985 : Dreamchild de Gavin Millar
- 1986 : My Little Girl de Connie Kaiserman
- 1988 : High Spirits de Neil Jordan
- 1989 : Sexe, Mensonges et Vidéo (Sex, Lies, and Videotape) de Steven Soderbergh
- 1990 : Tante Julia et le scribouillard (Tune in Tomorrow...) de Jon Amiel
- 1991 : Milena de Véra Belmont
- 1992 : The Player de Robert Altman
- 1993 : Malice de Harold Becker
- 1993 : Short Cuts de Robert Altman
- 1993 : Mother's Boys de Yves Simoneau
- 1994 : Le Grand Saut (The Hudsucker Proxy) des frères Coen
- 1995 : L'Amour à tout prix de Jon Turteltaub
- 1996 : À fleur de peau (Underneath) de Steven Soderbergh
- 1996 : Par amour pour Gillian (To Gillian on her 37th Birthday)
- 1997 : L'Homme qui en savait trop... peu (The Man Who Knew Too Little) de Jon Amiel
- 1998 : Johnny Skidmarks (en) de John Raffo : Johnny Scardino
- 1999 : La Maison de l'horreur (House on Haunted Hill) de William Malone
- 1999 : American Beauty de Sam Mendes
- 2000 : Danse ta vie (Center Stage)
- 2001 : Protection de John Flynn
- 2002 : The Adventures of Tom Thumb & Thumbelina de Glenn Chaika (voix)
- 2002 : Les Aventures de Mister Deeds de Steven Brill
- 2003 : How to Deal
- 2008 : Danse ta vie 2 (Center Stage II)
- 2009 : Adam
- 2010 : Burlesque
- 2011 : Conviction : Barry Scheck
- 2012 : Someday This Pain Will Be Useful to You de Roberto Faenza : Paul Sveck
- 2012 : Sexy Dance 4: Miami Heat (Step Up 4) de Scott Speer : monsieur Anderson
- 2017 : Bad Moms 2 (A Bad Moms Christmas) de Jon Lucas et Scott Moore
- 2019 : After : Chapitre 1 de Jenny Gage : Ken Scott
- 2020 : Palm Springs de Max Barbakow : Howard

### Télévision
- 1987 : Le Long Voyage vers la nuit (Long Day's Journey Into Night)
- 1996 : Le Titanic (Titanic) de Robert Lieberman
- 1998 : Le Meilleur des mondes (Brave New World) (téléfilm) : Bernard Marx
- 1998 : L'expérience fatale / Virtual obsession (Host) de Mick Garris
- 2000 : Les Surprises de l'amour (Cupid and Cate) : Harry
- 2003 : Pacte de femmes (Double Bill) de Rachel Talalay (téléfilm)
- 2003-2007 : Newport Beach (The O.C.) : Sandy Cohen
- 2007 : The Gathering (Maléfiques)
- 2009 : Californication
- 2010 : Rescue Me : Les Héros du 11 septembre : Father Phil, saison 6, épisode 3-4
- 2010-2014 : Covert Affairs : Arthur Campbell
- 2012 : How I Met Your Mother : Pr Vinick
- 2014-2019 : New York, unité spéciale : le sous-directeur William Dodds (19 épisodes)
- 2015 : The Good Wife : Ethan Carver
- 2016 : New Girl : Gavin, le père de Schmidt
- 2017-2020 : Grace et Frankie : Nick
- 2020 : Zoey et son incroyable playlist (Zoey's Extraordinary Playlist) : Mitch Clarke, le père de Zoey
- 2021 : Grey's Anatomy : Dr David Hamilton
- 2022 : Reboot : Tyler Griffin (Saison 1, Épisode 8)

## Discographie
- 2005 : 7 days in Memphis (Epic)

## Voix françaises
- Guillaume Orsat[4] dans :
  - Pacte de femmes (téléfilm)
  - Newport Beach (série télévisée)
  - Maléfiques (mini-série)
  - Danse ta vie 2 (téléfilm)
  - Adam
  - Burlesque
  - Sexy Dance 4: Miami Heat
  - Togetherness (série télévisée)
  - The Good Wife (série télévisée)
  - New Girl (série télévisée)
  - The Gifted (série télévisée)
  - After : Chapitre 1
  - Palm Springs
  - Le come-back de Noël (téléfilm)
  - Grey's Anatomy (série télévisée)
  - Truth Be Told : Le Poison de la vérité (série télévisée)
  - Humanité

- Emmanuel Jacomy dans :
  - Short Cuts
  - American Beauty
  - À fleur de peau

- Patrice Baudrier[4] dans :
  - Johnny Skidmarks (en)
  - Danse ta vie
  - Les Aventures de Mister Deeds

- Éric Legrand[4] (*1952 - 2025) dans :
  - The Player
  - Malice

- Tony Joudrier[4] dans :
  - Californication (série télévisée)
  - Conviction

- Patrick Borg[5] dans : 
  - Covert Affairs (série télévisée)
  - New York, unité spéciale (série télévisée)

Et aussi
- Pascal Renwick (*1954 - 2006) dans Sexe, Mensonges et Vidéo
- Bernard Gabay dans L'Amour à tout prix
- Pierre-François Pistorio[4] dans L'Homme qui en savait trop... peu
- Marc Bretonnière[4] dans Trois hommes sur le green (série télévisée)
- Bernard Alane dans Les racines du destin (téléfilm)
- Loïc Houdré[4] dans Rescue Me : Les Héros du 11 septembre (série télévisée)
- Paul Borne dans How I Met Your Mother (série télévisée)
- Bernard Tiphaine (*1938 - 2021) dans Grace et Frankie (série télévisée, 1re voix)
- Mathieu Rivolier dans Grace et Frankie (série télévisée, 2e voix)
- Guy Chapellier dans Bad Moms 2
- Jean-Pascal Quilichini dans Zoey et son incroyable playlist (série télévisée)
- Vincent Violette dans Reboot (série télévisée)